# KK Mega Basket
Der KK Mega Basket (serbisch-kyrillisch Кошаркашки клуб Мега, Košarkaški klub Mega) ist ein Basketballverein, der seit 2014 in Sremska Mitrovica in der Vojvodina angesiedelt ist. Ursprünglich in der Hauptstadt Belgrad 1998 als KK Avala Ada gegründet, spielt die Herrenmannschaft des Vereins seit 2005 in Serbien erstklassig und fusionierte 2009 mit dem KK Vizura zu KK Mega Vizura, bevor man 2014 den Sponsorennamen KK Mega Leks annahm.

## Geschichte
Der Verein entstand aus einer Betriebssportgruppe des Verpackungsherstellers Avala Ada, die seit 1995 an Wettkämpfen teilnahm. Zum Jahresende 1998 entschied man sich, am offiziellen Ligenbetrieb teilzunehmen und gründete den Verein KK Avala Ada in Belgrad. Gleich im ersten Jahr des Bestehens erreichte die Herrenmannschaft den Aufstieg 2000 in die dritthöchste Spielklasse. Nach zwei dritten Plätzen konnte man zum Ende der Saison 2002/03 schließlich auch den Aufstieg in die zweithöchste Spielklasse erzielen. Dort erreichte man auf Anhieb den dritten Platz in der Saison 2003/04 und verpasste nur knapp den Aufstieg in die höchste Spielklasse. Nach dem Saisonende stieg die Agentur BeoBasket des Spielervermittlers Miško Ražnatović in den Verein ein und übernahm die Kontrolle der Herrenmannschaft. In der folgenden Saison gelang der Aufstieg 2005 in die höchste Spielklasse und der Verein änderte im Dezember 2005 seinen Namen in KK Mega Basket. Durch einen Sponsorenvertrag kam im Folgenden der Vereinsname KK Mega Ishrana zustande, den die Mannschaft bis 2007 trug, bevor man mit wechselnden Namenssponsoren weiterspielte. In der Saison 2008/09 nahm die Herrenmannschaft erstmals an einem internationalen Vereinswettbewerb an und erreichte in der Balkan League einen dritten Platz.
Im Jahr 2009 fusionierte die Mannschaft mit dem KK Vizura in Belgrad und trat an der Grenze zwischen Novi Beograd und Zemun als KK Mega Vizura an. Nachdem man bereits in der Saison 2012/13 Heimspiele in Krusevac ausgetragen hatte, trug die Mannschaft in ihrer ersten Saison in der supranationalen Adriatischen Basketballliga (ABA-Liga) die Heimspiele der ABA-Liga 2013/14 in Smederevo aus. Zur folgenden Saison zog die Mannschaft unter der Firmierung KK Mega Leks nach Sremska Mitrovica in die Vojvodina weiter, wo man seit 2014 spielt. Im nach Radivoje Korać benannten serbischen Pokalwettbewerb konnte die Mannschaft 2016 im Finale gegen KK Partizan Belgrad ihren ersten Titelerfolg feiern, MVP des Wettbewerbs wurde der Montenegriner Nikola Ivanović. In der ABA-Liga 2015/16 verlor man die Play-off-Finalserie gegen den Titelverteidiger und serbischen Meister KK Roter Stern Belgrad glatt in drei Spielen. Der Franzose Timothé Luwawu wurde dabei unter die fünf besten Spieler der ABA-Liga gewählt.
Im Kader der Mannschaft sind praktisch ausschließlich junge Spieler, die durch BeoBasket vertreten werden und sich auf hohem Wettkampfniveau für Verträge vornehmlich bei ausländischen Klubs empfehlen sollen. Dies gelingt mit relativ gutem Erfolg; so waren die späteren NBA-Spieler Nikola Peković, Boban Marjanović, Nikola Jokić auf ihrem Weg in die am höchsten dotierte Profiliga sowie die „Draft Picks“ Milovan Raković, Vasilije Micić und Nemanja Dangubić bereits für den Verein aktiv. Zu Beginn der Saison 2015/16 lag der Altersdurchschnitt der Mannschaft, die in der KLS und der ABA-Liga auf hohem europäischen Niveau antritt, unter 20 Jahre bei 19,6 Jahren. Aber auch gestandene, von BeoBasket vertretene Spieler wie die Alt-Internationalen Aleksandar Rašić oder Vize-Europameister Novica Veličković wurden für den Verein zwischenzeitlich aktiv, sofern sie eine Zeit ohne adäquate Vertragsangebote überbrücken mussten.

## Chronik der Vereinsnamen
- 1998–2005: KK Avala Ada
- 2005–2007: KK Mega Ishrana
- 2007/2008: KK Mega Aqua Monta
- 2008/2009: KK Mega Hypo Leasing
- 2009–2014: KK Mega Vizura
- Seit002014: KK Mega Leks

## Bekannte Spieler
| - / Nikola Peković 2004/05 - / Marko Kešelj 2004–06, 2014/15 - / Tadija Dragićević 2005/06 - / Nikola Dragović 2005/06 - / Ivan Paunić 2005/06 - Dušan Katnić 2005–10 - Branko Milisavljević 2006, 2010–12 - Branislav Ratkovica 2006/07 - Milovan Raković 2006/07 - Jovo Stanojević 2007 | - Marko Luković 2007–14 - Vasilije Micić 2010–14 - / Duşan Cantekin 2011/12, 2014/15 - Dejan Musli 2012, 2015 - Boban Marjanović 2012/13 - Nemanja Dangubić 2012–14 - Nikola Jokić 2012–15 - Novica Veličković 2013, 2014 - Ratko Varda 2013/14 - Predrag Samardžiski 2015 | - Boris Savović 2015/16 - Timothé Luwawu 2015/16 - Nikola Ivanović seit 2015 - Aleksandar Rašić seit 2016 - Kostja Mushidi seit 2016 - Malcolm Cazalon seit 2020 |